# Khoáng vật quang học

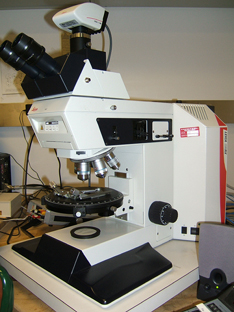
Kính hiển vi thạch học, là một loại kính hiển vi quang học được trang bị ống kính phân cực chéo, một ống kính nội soi, và bộ điều tiết (phổ biến là tấm vật liệu đẳng hướng; tấm thạch cao và nêm thạch anh), để phân tích tinh thể.

Khoáng vật quang học là nghiên cứu về khoáng vật và đá bằng cách đo đạc chúng qua tính chất quang học. Thông thường, mẫu đá và mẫu khoáng vật được chuẩn bị ở dạng lát mỏng hay hạt gắn kết cho nghiên cứu trong các phòng thí nghiệm với kính hiển vi thạch học. Phương pháp này được sử dụng để xác định khoáng vật và thành phần của vật liệu địa chất để giúp xác định nguồn gốc và sự tiến hóa của chúng.
Một số tính chất và kỹ thuật được sử dụng bao gồm:
- Chỉ số khúc xạ
- Lưỡng chiết
- Biểu đồ màu giao thoa Michel-Lévy
- Hiện Tượng Đa Nguyên
- Góc tắt
- Hình ảnh giao thoa cực nhỏ (Hình giao thoa)
- Kiểm tra đường Becke
- Khoảng đặt tiêu cự
- Dấu hiệu giãn dài (Chiều dài nhanh so với chiều dài chậm)[1]
- Tấm sóng

## Lịch sử
William Nicol, người có tên tuổi gắn liền với việc tạo ra lăng kính Nicol, có khả năng là người đầu tiên chuẩn bị các lát mỏng của khoáng chất và phương pháp của ông đã được Henry Thronton Maire Witham (Tài khoản được xuất bản đầu tiên của Nicol vào năm 1831) áp dụng vào nghiên cứu sự hóa đá thực vật. Phương pháp này, có tầm quan trọng đáng kể trong lĩnh vực thạch học, đã không được sử dụng để khảo sát một cách hệ thống về đá, và phải đến năm 1858, Henry Clifton Sorby mới chỉ ra giá trị của nó. Trong khi đó, nghiên cứu quang học về các mặt cắt của tinh thể đã được ông David Brewster và các nhà vật lý và khoáng vật học khác nâng cao và nó chỉ được áp dụng vào các phương pháp của họ cho các khoáng chất có thể nhìn thấy trong các mặt cắt đá.

## Mặt cắt

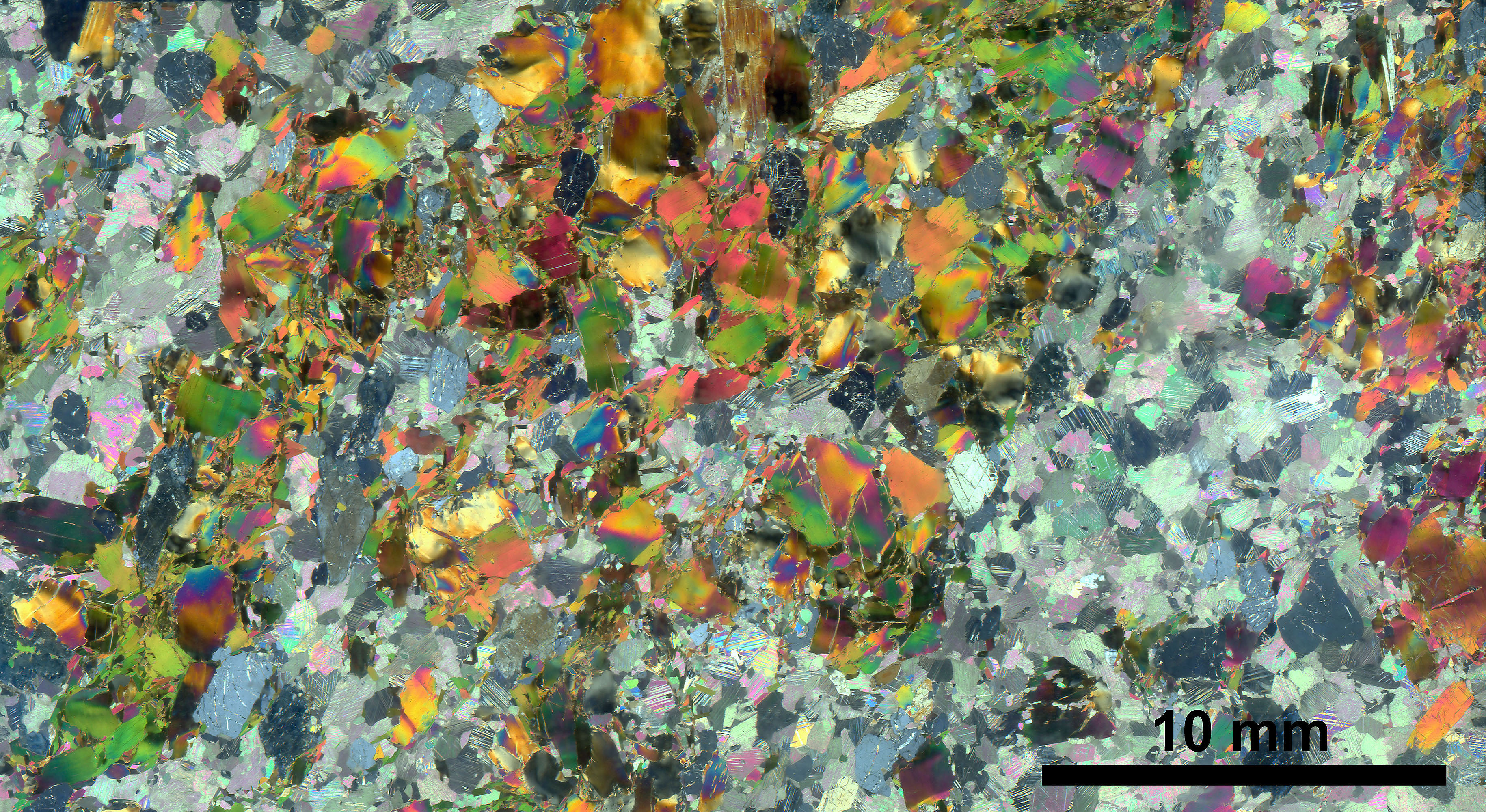
Hình ảnh quét của một mặt cắt mỏng trong ánh sáng phân cực chéo.

Mặt cắt của đá nên ở khoảng một phần nghìn của một inch (30 micrometres) về độ dày, và nó tương đối dễ dàng để thực hiện. Một mảnh vụn mỏng của đá khoảng 1 cm có thể được thực hiện , mảnh vụn này nên càng tươi càng tốt và lộ rõ vết nứt. Bằng cách mài nó trên một tấm của bào thép hoặc gang với một chút carborundum mịn và nó sẽ nhanh chóng được làm phẳng ở một mặt, và sau đó được chuyển sang một tấm kính và được làm mịn bằng đá nhám hạt mịn nhất cho đến khi loại bỏ hết độ nhám và vết rỗ, và bề mặt là bề mặt tiêu chuẩn. Sau đó, phôi đá được rửa sạch và đặt trên một tấm đồng hoặc sắt được nung nóng bằng cồn hoặc đèn khí đốt. Một vi kính trượt cũng được làm ấm trên tấm đồng hoặc sắt với một giọt nhớt tự nhiên của nhựa thơm Canada trên bề mặt của nó. Các thành phần dễ bay hơi hơn của nhựa thơm balsam bị nhiệt xua tan, và khi hoàn thành việc đó, đá mịn, khô, ấm được ép chặt để tiếp xúc với tấm kính để màng balsam có thể xen vào và vừa mỏng nhất có thể và không bị bọt khí. Phần chuẩn bị được cho phép để làm mát, và các phôi đá lại tiếp tục hoạt động như trước, đầu tiên với carborundum và khi nó trở nên trong suốt với đá nhám mịn cho đến khi đạt độ dày mong muốn. Sau đó, nó được làm sạch và nung nóng một lần nữa với thêm một số lượng nhỏ của nhựa thơm, và được bao phủ bởi một vỏ bọc bằng kính. Công việc của mài bề mặt đầu tiên có thể được tránh bằng cách cắt đứt một lát nhẵn với một đĩa sắt trang bị nghiền bột kim cương. Ứng dụng thứ hai của máy cưa mỏng, sau khi được làm nhẵn mặt đầu tiên và dính chặt vào kính, ở trong bàn tay chuyên gia, sẽ để lại một phần mặt cắt mỏng của đá để nó như là trong suốt. Bằng cách này, phần chuẩn bị mặt cắt của đá chỉ yêu cầu có hai mươi phút.

## Kính hiển vi

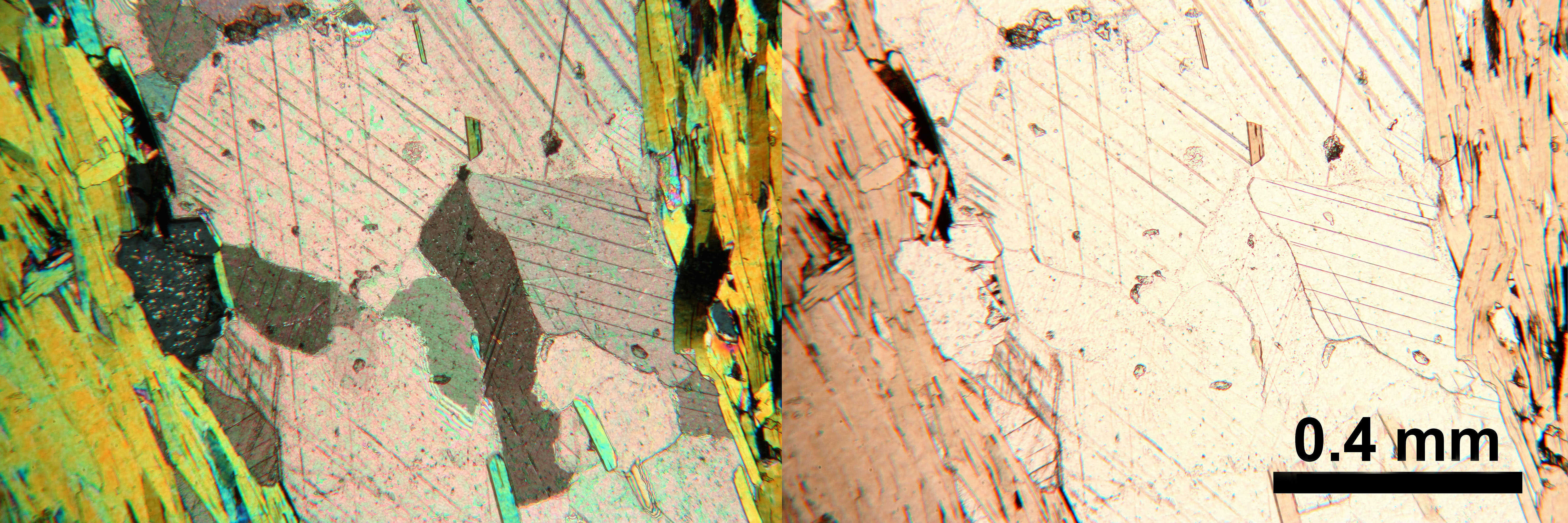
Những hình ảnh hiển vi của một mặt cắt mỏng có mạch cacbonate trong đá giàu mica. Trong ánh sáng phân cực chéo ở bên trái, mặt phẳng phân cực ánh sáng bên phải.

Những kính hiển vi sử dụng thường là loại cung cấp một bộ phận quay bên dưới bộ phân cực, trong khi phía trên vật kính hoặc thị kính được gắn một máy phân tích; mặt khác, giai đoạn này có thể được cố định, và các lăng kính phân cực và phân tích có thể có khả năng quay đồng thời nhờ các bánh răng và một thanh nối. Nếu ánh sáng bình thường và không phân cực ánh sáng như mong muốn, cả hai lăng kính chỉ có thể bị rút khỏi trục của dụng cụ; nếu chỉ lắp bộ phân cực thì ánh sáng truyền qua là phân cực phẳng, với cả hai lăng kính ở vị trí, bản chiếu được nhìn trong ánh sáng phân cực chéo, còn được gọi là"  nicol giao thoa". Một phần đá cực nhỏ trong ánh sáng thông thường, nếu sử dụng độ phóng đại thích hợp (ví dụ khoảng 30x), được nhìn thấy bao gồm các hạt hoặc tinh thể khác nhau về màu sắc, kích thước và hình dạng..

## Đặc điểm của khoáng chất

### Màu sắc
Một số khoáng vật là không màu và trong suốt (thạch anh, canxit, feldspar, muscovite, etc.), trong khi những khoáng vật khác có màu  màu vàng hay nâu (rutil, tourmalin, biotit), xanh lục (sapphire, hornblend, chloride), xanh lam (glaucophane). Nhiều khoáng chất có thể cho nhiều màu sắc, trong cùng một hoặc loại đá khác nhau, hoặc thậm chí nhiều màu sắc trong một khoáng mẫu vật được gọi là sự phân vùng màu. Ví dụ, khoáng nhiên có thể có tâm khu vực của màu khác nhau, từ nâu, vàng, hồng, màu xanh, màu xanh, màu tím, hay màu xám, đến không màu. Mỗi khoáng vật đều có một hoặc nhiều sắc thái phổ biến

### Thói Quen Và Cát Khai

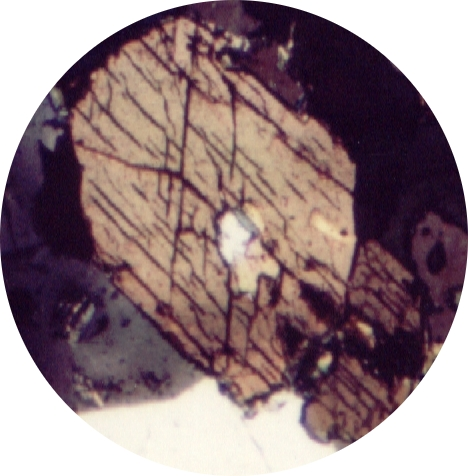
Amphibol trong phần mỏng trưng bày góc cát khai 60°.

Hình dạng của các tinh thể xác định một cách tổng quát đường nét của các phần của chúng được trình bày trên các mặt. Nếu khoáng vật có một hoặc nhiều mặt cát khai tốt, chúng sẽ được biểu thị bằng tập hợp các mặt phẳng định hướng tương tự được gọi là mặt phẳng phân cắt.
Hướng của cát khai của mặt phẳng phân cắt được xác định bởi cấu trúc tinh thể của khoáng chất và hình thành ưu tiên thông qua mặt phẳng mà các liên kết yếu nhất nằm, do đó định hướng của mặt phẳng phân cắt có thể được sử dụng trong khoáng vật học quang học để xác định khoáng vật.

### Chỉ số khúc xạ & lưỡng chiết
Thông tin liên quan đến chiết suất của khoáng chất có thể được quan sát bằng cách so sánh với các vật liệu xung quanh. Đây có thể là các khoáng chất khác hoặc môi trường chứa hạt gắn kết. Sự khác biệt điểm đặt tiêu cự càng lớn thì sự khác biệt về chiết suất giữa các phương tiện càng lớn. Vật liệu có chiết suất thấp hơn và do đó giảm nhẹ hơn sẽ xuất hiện chìm vào trong nắp trượt hoặc giá đỡ, trong khi vật liệu có chiết suất cao hơn sẽ có độ chiết suất cao hơn và dường như bật ra. Phép thử đường Becke cũng có thể được sử dụng để so sánh chiết suất của hai môi trường.

### Hiện tượng Đa nguyên
Thông tin xa hơn thu được bằng cách đưa bộ phân cực dưới  và xoay phần mặt cắt. Nói chung, ánh sáng dao động trong một mặt phẳng, và khi truyền qua các tinh thể khúc xạ kép trong bản chiếu, nói chung, chia thành các tia, dao động vuông góc với nhau. Trong nhiều khoáng chất có màu như biotit, hornblend, tourmaline, clorit, hai tia này có màu sắc khác nhau, và khi xoay một phần chứa bất kỳ khoáng chất nào trong số này, sự thay đổi màu sắc thường có thể nhận thấy rõ ràng. Tính chất này, được gọi là "đa nguyên" có giá trị lớn trong việc xác định thành phần khoáng vật.
Hiện tượng đa nguyên thường đặc biệt mạnh mẽ trong những vị trí đốm nhỏ đó bao quanh vỏ bọc nhỏ những khoáng chất khác, như zircon và epidot. Chúng được gọi là "quầng đa màu."

### Các sản phẩm biến đổi
Một số khoáng chất dễ bị phân hủy và trở nên đục và nửa trong suốt (ví dụ như fenspat); những loại khác vẫn luôn tươi và trong suốt hoàn toàn (ví dụ như thạch anh), trong khi những loại khác tạo ra các sản phẩm thứ cấp đặc trưng (chẳng hạn như chlorit xanh sau biotit). Các thể vùi trong tinh thể (cả rắn và lỏng) rất được quan tâm; một khoáng chất có thể bao bọc một khoáng chất khác, hoặc có thể chứa những khoảng trống bị thủy tinh, chất lỏng hoặc khí chiếm chỗ.

## Cấu Trúc Vi Mô
Cấu trúc của đá - mối quan hệ của các thành phần của nó với nhau - thường được chỉ ra rõ ràng, cho dù nó là mảnh vỡ hay khối lượng lớn; sự hiện diện của vật chất thủy tinh trái ngược với tình trạng hoàn toàn kết tinh hoặc "tinh thể holo"; bản chất và nguồn gốc của các mảnh hữu cơ; dải, tán lá hoặc cán mỏng; các cấu trúc pumiceous (đá bọt) hoặc cấu trúc lỗ rỗng của dung nham. Những ký tự này và nhiều ký tự khác, mặc dù thường không nhìn thấy trong các mẫu vật bằng tay của một tảng đá, nhưng được hiển thị rõ ràng bằng cách kiểm tra mặt cắt hiển vi. Có thể áp dụng nhiều phương pháp quan sát chi tiết khác nhau, chẳng hạn như đo kích thước của các phần tử của đá nhờ sự trợ giúp của micromet, tỷ lệ tương đối của chúng bằng một tấm kính có hình vuông nhỏ, các góc giữa các khe hở hoặc các mặt nhìn thấy phần bằng cách sử dụng giai đoạn chia độ quay và ước tính chiết suất của khoáng chất bằng cách so sánh với chiết suất của các phương tiện gắn kết khác nhau.

## Khúc Xạ Kép
Nếu phân tích được đưa vào một vị trí mà nó tương đối vượt qua với bộ phân cực, khoảng nhìn thấy sẽ tối ở nơi không có những khoáng chất hoặc nơi mà ánh sáng đi qua đẳng chất như kính, chất lỏng và khối tinh thể. Tất cả các bộ phận tinh thể, được gấp đôi khúc xạ, sẽ xuất hiện sáng trong một số vị trí như những giai đoạn này là xoay. Ngoại lệ duy nhất với quy tắc này được cung cấp bởi các mặt cắt đó là vuông góc với quang trục của lưỡng chiết tinh thể, phần vẫn tối hoặc gần tối trong suốt quá trình quay, việc khảo sát phần đó thường quan trọng.

### Góc tắt
Các phần khoáng chất khúc xạ kép trong mọi trường hợp sẽ xuất hiện màu đen ở một số vị trí nhất định khi bậc này được quay. Chúng được cho là sẽ "tuyệt chủng" khi điều này diễn ra. Góc giữa chúng và bất kỳ khe hở nào có thể được đo bằng cách xoay bậc này và ghi lại các vị trí này. Những góc này là đặc trưng của hệ thống mà khoáng vật thuộc về, và thường là của chính loài khoáng vật đó (xem Tinh thể học). Để thuận tiện cho việc đo góc tắt, nhiều loại thị kính khác nhau đã được phát minh ra, một số có một tấm canxit lập thể, một số khác có hai hoặc bốn tấm thạch anh kết dính với nhau. Chúng thường cho kết quả chính xác hơn là thu được bằng cách chỉ quan sát vị trí mà phần khoáng chất tối hoàn toàn giữa các nicol giao nhau.
Các phần khoáng chất khi không bị dập tắt không chỉ sáng mà còn có màu và màu sắc của chúng phụ thuộc vào một số yếu tố, trong đó quan trọng nhất là độ mạnh của khúc xạ kép. Nếu tất cả các mặt cắt có cùng độ dày, gần như đúng với các phiến kính được chế tạo tốt, thì các khoáng chất có khúc xạ kép mạnh nhất sẽ mang lại màu sắc phân cực cao nhất. Thứ tự sắp xếp các màu được thể hiện theo thang đo Newton, thấp nhất là màu xám đậm, sau đó là xám, trắng, vàng, cam, đỏ, tím, xanh lam, v.v. Chênh lệch giữa chiết suất của tia thường và tia bất thường trong thạch anh là 0,009, và trong một phần đá dày khoảng 1/500 inch, khoáng chất này cho màu sắc phân cực xám và trắng; nepheline có khúc xạ kép yếu hơn cho màu xám đen; Mặt khác, augit sẽ cho màu đỏ và xanh lam, trong khi canxit có khúc xạ kép mạnh hơn sẽ có màu hơi hồng hoặc trắng lục. Tuy nhiên, tất cả các mặt cắt của cùng một khoáng chất sẽ không có cùng màu: các mặt cắt vuông góc với trục quang học sẽ gần như màu đen và nói chung, càng gần mặt cắt nào tiếp cận theo hướng này thì màu sắc phân cực của nó càng thấp. Bằng cách lấy giá trị trung bình, hoặc màu cao nhất do bất kỳ khoáng vật nào cho, có thể ước tính giá trị tương đối của khúc xạ kép của nó, hoặc nếu biết chính xác độ dày của mặt cắt thì có thể xác định chính xác sự khác biệt giữa hai chiết suất. Nếu các trang chiếu dày thì màu sắc sẽ cao hơn toàn bộ so với các trang chiếu mỏng.
Nó thường quan trọng để tìm hiểu xem trong hai trục đàn hồi (hoặc dấu vết dao động) trong mặt cắt mà trục có độ đàn hồi lớn hơn (hay chiết suất nhỏ hơn).Thạch anh nêm hoặc selenite tấm cho phép này. Giả sử một gấp đôi khúc khoáng phần đặt nó là "hủy diệt", nếu bây giờ, xoay qua 45 độ, nó sẽ được chiếu sáng rực rỡ. Nếu thạch anh nêm được vượt qua nó, vì vậy mà trục dài của nêm là song song với trục độ đàn hồi trong những phần sự phân cực màu sắc sẽ lên hoặc xuống. Nếu họ nổi dậy trục đàn hồi lớn trong hai khoáng chất là song song, nếu họ chìm trục đàn hồi lớn ở một trong những song song với mà ít tính đàn hồi trong khác. Trong trường hợp này bằng cách đẩy nêm đủ xa bóng tối hoàn toàn hoặc bồi thường sẽ kết quả. Selenite nêm, selenite tấm mica nêm và mica tấm cũng được dùng cho mục đích này. Một thạch anh nêm cũng có thể được chỉnh bởi xác định lượng khúc xạ kép trong tất cả các bộ phận của chiều dài của nó. Nếu bây giờ nó được dùng để sản xuất bồi thường hay diệt hoàn toàn trong bất kỳ gấp đôi khúc khoáng phần, chúng tôi có thể xác định là gì sức mạnh của đôi xạ của phần bởi vì nó là rõ ràng là tương đương và ngược lại của một biết một phần của thạch anh nêm.
Một sự cải tiến hơn nữa của các phương pháp hiển vi bao gồm việc sử dụng ánh sáng phân cực hội tụ mạnh (phương pháp hiển vi). Điều này thu được nhờ một tụ thơm có góc rộng phía trên bộ phân cực và một vật kính hiển vi công suất cao. Những phần này hữu ích nhất là vuông góc với trục quang học, và do đó,  kết quả là vẫn tối khi quay. Nếu chúng thuộc về tinh thể đơn trục, chúng cho thấy vùng tối đi qua hoặc ánh sáng hội tụ giữa các nicol giao nhau, các thanh của chúng vẫn song song với các dây trong trường của thị kính. Các mặt cắt vuông góc với trục quang học của khoáng chất hai trục trong cùng điều kiện cho thấy một thanh tối khi quay trở nên cong thành hình hypebol. Nếu mặt cắt vuông góc với "đường phân giác" (xem Tinh thể học) thì sẽ thấy một chữ thập màu đen khi quay sẽ mở ra tạo thành hai hypebol, các đỉnh của chúng sẽ quay về phía nhau. Các trục quang học xuất hiện ở đỉnh của các hypebol và có thể được bao quanh bởi các vòng màu, mặc dù do độ mỏng của khoáng chất trong các phần đá, chúng chỉ được nhìn thấy khi khúc xạ kép của khoáng vật mạnh. Khoảng cách giữa các trục như được thấy trong trường của kính hiển vi một phần phụ thuộc vào góc trục của tinh thể và một phần vào khẩu độ số của vật kính. Nếu nó được đo bằng micromet mảnh mắt, góc trục quang học của khoáng vật có thể được tìm thấy bằng một phép tính đơn giản. Nêm thạch anh, một phần tư tấm mica hoặc tấm selente cho phép xác định đặc tính tích cực hoặc tiêu cực của tinh thể bằng những thay đổi về màu sắc hoặc hình dạng của các hình quan sát được tại hiện trường. Các thao tác này tương tự như các thao tác mà nhà khoáng vật học sử dụng trong việc kiểm tra các tấm cắt từ tinh thể.

### Đánh giá bột đá
Mặc dù đá hiện nay được nghiên cứu chủ yếu ở các phần vi mô, nhưng việc khảo sát bột đá nghiền mịn, là nhánh đầu tiên của thạch học vi mô nhận được sự chú ý, vẫn đang được sử dụng tích cực. Các phương pháp quang học hiện đại có thể dễ dàng áp dụng cho các mảnh khoáng chất trong suốt thuộc bất kỳ loại nào. Khoáng chất gần như dễ dàng xác định ở dạng bột cũng như phần mặt cắt, nhưng với đá thì khác, vì cấu trúc hoặc mối quan hệ của các thành phần với nhau. Đây là một yếu tố có tầm quan trọng lớn trong việc nghiên cứu lịch sử và phân loại đá, và gần như bị phá hủy hoàn toàn khi nghiền chúng thành bột.